# Prášilské jezero
Der Prášilské jezero (Stubenbacher See) ist ein Gletschersee im Böhmerwald, Tschechien. Er gehört zur Gemeinde Prášily und liegt fünf Kilometer vom Ortskern entfernt, sowie zwei Kilometer nordöstlich der deutsch-tschechischen Grenze beim Schachtenhaus, zwischen den steilen Hängen des Bergkammes vom Mittagsberg (Poledník, 1315 m) und Kleine Riegeln (Skalka, 1237 m).